# Cartaletis
Cartaletis is een geslacht van vlinders van de familie spanners (Geometridae), uit de onderfamilie Oenochrominae.

## Soorten
- C. concolor Warren, 1905
- C. forbesi (Druce, 1884)
- C. gracilis (Möschler, 1887)
- C. libyssa (Hopffer, 1857)
- C. melanopis Prout, 1929
- C. nigricosta (Prout, 1916)
- C. sapor (Druce, 1910)
- C. tenuimargo Prout, 1916
- C. variabilis (Butler, 1878)